# Messias Targino
Messias Targino è un comune del Brasile nello Stato del Rio Grande do Norte, parte della mesoregione dell'Oeste Potiguar e della microregione del Médio Oeste.